# Pfarrhaus (Mittelbiberach)

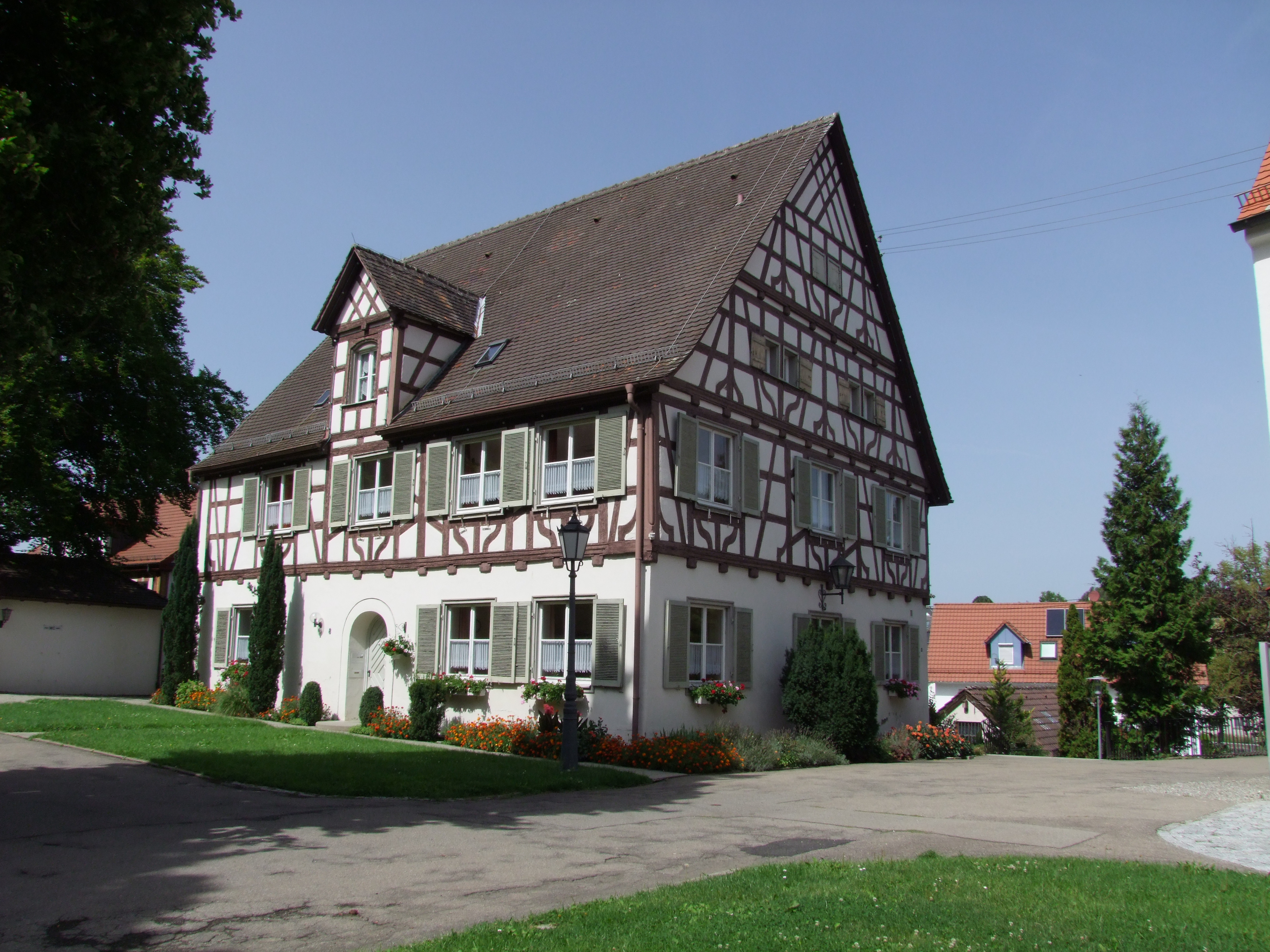
Pfarrhaus in Mittelbiberach

Das Pfarrhaus in Mittelbiberach, einer Gemeinde im oberschwäbischen Landkreis Biberach in Baden-Württemberg, wurde 1780 errichtet. Das katholische Pfarrhaus an der Kirchstraße 8 ist ein geschütztes Kulturdenkmal.
Das zweigeschossige Fachwerkhaus mit drei zu vier Fensterachsen besitzt im Giebel eine freiliegende  Aufzugslucke.